# جائزة إيطاليا الكبرى
جائزة إيطاليا الكبرى (بالإيطالية: Gran Premio d'Italia)‏ ((بالإيطالية: Gran Premio d'Italia)‏ ) هو خامس أقدم سباق الجائزة الكبرى الوطني (بعد سباق الجائزة الكبرى الفرنسي، والجائزة الكبرى الأمريكية، وسباق الجائزة الكبرى الإسباني، وسباق الجائزة الكبرى الروسي )، منذ عام 1921. في عام 2013 أصبح الأكثر احتفاظًا (كان إصدار 2019 هو 89). وهو واحد من اثنين من سباقات الجائزة الكبرى (إلى جانب البريطانيين) التي تجري كحدث لبطولة العالم للفورمولا واحد في كل موسم، بشكل مستمر منذ تقديم البطولة في عام 1950. كل سباقات الجائزة الكبرى الإيطالي للفورمولا ون في عصر بطولة العالم أقيم في مونزا باستثناء عام 1980، عندما أقيم في إيمولا.
تم احتساب سباق الجائزة الكبرى الإيطالي في بطولة العالم للمصنعين من عام 1925 إلى عام 1928 ونحو بطولة أوروبا من عام 1931 إلى عام 1932 ومن عام 1935 إلى عام 1938. تم منحها الجائزة الكبرى الأوروبية سبع مرات بين عامي 1923 و 1967 ، عندما كان هذا اللقب تصنيفًا فخريًا يُمنح كل عام لسباق الجائزة الكبرى واحد في أوروبا. أقيمت أربع نسخ قبل بطولة العالم في أماكن أخرى غير مونزا: مونتيشياري (1921)، ليفورنو (1937)، ميلان (1947) وتورين (1948).

## روابط خارجية
- الموقع الرسمي لسباق الجائزة الكبرى الإيطالي للفورمولا 1